# Саксонска източна марка
Вижте пояснителната страница за други значения на Marcha orientalis.
Саксонската Източна Марка (на латински: Marchia orientalis; на немски: Sächsische Ostmark) се създава през 937 г. по нареждане на източнофранкския крал Ото I на територията на бившата франкска Сорбска марка (или Лужицки вал, Sorbenmark). Нейният пръв и единствен маркграф е Геро I Железния, затова се нарича също и Марка Геро (Marca Geronis). След смъртта на Геро през 965 г. Саксонската Източна Марка е разделена на пет по-малки марки.
На север тя граничи с Марка на Билунг, на изток с Херцогство Полша, на юг с Херцогство Бохемия, на запад с племеното херцогство Саксония.